# Neoechinorhynchus coiliae
Neoechinorhynchus coiliae är en hakmaskart som beskrevs av Yamaguti 1939. Neoechinorhynchus coiliae ingår i släktet Neoechinorhynchus och familjen Neoechinorhynchidae. Inga underarter finns listade i Catalogue of Life.